# Erika Rajnohová
Erika Rajnohová (* 1. August 1998 in Trenčín, Slowakei) ist eine slowakische Handballspielerin, die für die slowakische Nationalmannschaft aufläuft.

## Karriere

### Im Verein
Rajnohová lief bis zum Saisonende 2017/18 für den slowakischen Verein HK AS Trenčín auf. Anschließend stand sie jeweils für eine Spielzeit beim französischen Erstligisten ESBF Besançon, beim deutschen Bundesligisten HSG Bad Wildungen und beim spanischen Erstligisten Club Balonmano Atlético Guardés unter Vertrag. Im Jahr 2021 kehrte die Rückraumspielerin in die Slowakei zurück und schloss sich dem Verein HC DAC Dunajská Streda an. Mit dem HC DAC Dunajská Streda gewann sie 2023, 2024 und 2025 die slowakische Meisterschaft sowie 2023 die MOL Liga, eine Spielklasse für tschechische und slowakische Vereine.

### In Auswahlmannschaften
Rajnohová nahm mit der slowakischen Beachhandball-Juniorinnennationalmannschaft an der Beachhandball-Junioreneuropameisterschaft 2015 teil, mit der sie das Turnier auf dem siebten Platz abschloss. Im Hallenhandball lief sie im selben Jahr für die slowakische Jugendnationalmannschaft bei der U-17-Europameisterschaft auf. Mit insgesamt 47 Treffern belegte sie den 18. Platz in der Torschützinnenliste des Turniers. Mittlerweile gehört Rajnohová dem Kader der slowakischen A-Nationalmannschaft an, mit der sie bislang nur an der Europameisterschaft 2024 teilnahm.

## Sonstiges
Ihre Schwester Monika Rajnohová spielte ebenfalls Handball.